# The Economic Times
The Economic Times es un periódico diario de gran formato en inglés, publicado en India. Es propiedad de Bennet, Coleman & Co. Ltd., compañía que junto con su otro grupo de medios es conocido popularmente como The Times Group. El Economic Times, fundado en 1961, es uno de los diarios más importantes de India y se encuentra entre los tres mayores diarios de negocios en inglés, con una circulación diaria de más de 620.000 copias. Se publica simultáneamente en 10 ciudades: Bombay, Delhi, Bangalore, Madrás, Calcuta, Lucknow, Hyderabad, Ahmedabad, Chandigarh y Pune. La compañía también publica el Navbharat Times, el Maharashtra Times, Femina y Filmfare. Sus principales competidores son el Wall Street Journal estadounidense y el Financial Times de Londres, los cuales publican varias ediciones internacionales.
The Economic Times tiene sus oficinas en Bombay, fuera de la Estación Chhatrapati Shivaji. Su contenido se centra en la economía de India, los precios de los commodities y de las acciones, así como otros temas relacionados con las finanzas. El editor fundador del periódico fue P.S. Hariharan y, en la actualidad, el editor ejecutivo es Rahul Joshi.
The Economic Times se caracteriza por su papel color salmón que copió del conocido Financial Times. En junio de 2009, lanzó un canal de televisión denominado ET Now, el cual también es dirigido por Rahul Joshi.